# Allactaga hotsoni
Allactaga hotsoni es una especie de roedor de la familia Dipodidae. Nombrada por  Oldfield Thomas después de que  John Ernest Buttery Hotson recogió las muestras en Baluchistán durante 1918-1920.

## Distribución geográfica
Se encuentran en Afganistán, Irán, y Pakistán. 